# Spisová značka
Spisová značka (zkratka sp. zn.) je jedinečné označení, pod kterým je u soudu vedena určitá věc (tj. jeden spis). Každé soudní řízení, které je zahájeno např. žalobou, ji na začátku řízení dostane přiřazenu a tato spisová značka se pak vyskytuje na všech dokumentech, které soud v souvislosti s tímto řízením vydá. Tento způsob evidence písemností existuje v českém (resp. rakouském) prostředí od konce 19. století a je typický pro justiční správu (jednací řád soudní z roku 1897).
Vedle toho existuje i evidence spočívající na číslu jednacím, která se primárně používá u ostatních úřadů, a to tak, že dochází ke svazování dokumentů do spisu pomocí tzv. priorace a spis se eviduje podle č. j. nejnovějšího dokumentu vloženého před uzavřením (ovšem i zde je možné se přiblížit „justiční praxi“ pomocí tzv. sběrného archu). V justiční praxi se číslo jednací používá jako doplnění spisové značky, využívá se proto především v označení konkrétního soudního rozhodnutí (např. rozsudek Městského soudu v Praze ze dne 1. 10. 2000, č. j. 1 T 1/2000-100). Jde o číslo toho kterého dokumentu v daném spisu, jeho základ tedy tvoří spisová značka, ke které je přidáno číslo listu.
Rozhoduje-li v insolvenčním řízení nadřízený soud, používá se senátní značka (zkratka sen. zn.). Její konstrukce je stejná jako u značky spisové, která ovšem v insolvenčním řízení vždy obsahuje navíc označení soudu (např. VSPH pro Vrchní soud v Praze).

## Konstrukce spisové značky
Klasická soudní spisová značka může vypadat třeba takto: 54 C 217 / 2005. Má tedy čtyři části: 
1. číslo soudního oddělení
2. Rejstříková značka
3. běžné číslo, podle toho kdy k soudu věc přišla
4. za lomítkem daný ročník

A číslo jednací pak díky koncovému přidání čísla konkrétního listu ve spise vypadá např. takto: 54 C 217 / 2005 – 22.

## Zkratky druhů věcí podle jednotlivých soudních agend

### Agenda u okresních soudů
- C – občanskoprávní věci prvostupňové
- Cd – občanskoprávní dožádání
- D – pozůstalostní věci
- Dt – zabezpečovací detence
- Dtm – zabezpečovací detence mladistvých
- E – soudní výkony rozhodnutí
- EPR – elektronické platební rozkazy
- EVC – evropské platební rozkazy
- EXE – exekuce, pomoc soudu před nařízením výkonu rozhodnutí, prohlášení vykonatelnosti a potvrzení evropských exekučních titulů
- L – převzetí a držení v ústavech zdravotnické péče a v zařízeních sociálních služeb
- Nc – všeobecné občanskoprávní věci
- Nt – všeobecné trestní věci a přípravné trestní řízení
- Ntm – všeobecné trestní věci mladistvých
- P – opatrovnické věci (věci trvalejší péče o nezletilé nebo o osoby, jejíž svéprávnost byla omezena)
- PP – podmíněné propuštění
- Rod – věci dětí mladších 15 let podle zákona o soudnictví ve věcech mládeže prvostupňové
- Sd – soudní úschovy
- T – trestní věci prvostupňové
- Td – trestní dožádání
- Tm – trestní věci mladistvých prvostupňové
- U – umoření listin

### Agenda u krajských soudů
- A, Af, Ad, Az – správní soudnictví (obecné, daňové, důchodové, azylové)
- C – občanskoprávní věci prvostupňové
- Cm – obchodněprávní věci prvostupňové
- Co – občanskoprávní věci druhostupňové
- EC – elektronické platební rozkazy
- ECm – elektronický platební rozkaz v obchodních věcech
- EVCm – evropský platební rozkaz v obchodních věcech
- F – veřejné rejstříky právnických a fyzických osob
- ICm – incidenční spory
- INS – insolvenční řízení
- Na – všeobecné věci správního soudnictví
- Nc – všeobecné civilní a insolvenční věci
- Nt – všeobecné trestní věci a přípravné trestní řízení
- Ntm – všeobecné trestní věci mladistvých
- Rodo – věci dětí mladších 15 let podle zákona o soudnictví ve věcech mládeže druhostupňové
- T – trestní věci prvostupňové
- Tm – trestní věci mladistvých prvostupňové
- Tmo – trestní věci mladistvých druhostupňové
- To – trestní věci druhostupňové
- UL – určení lhůty k provedení procesního úkonu

### Agenda u vrchních soudů
- Co – občanskoprávní věci druhostupňové
- Cmo – obchodněprávní věci druhostupňové
- ICm – incidenční spory
- INS – insolvenční řízení
- Nc – všeobecné civilní věci
- Ncd, Nco, Ncp, Ntd – příslušnost soudů, přikázání věci, vyloučení soudců
- Nt – všeobecné trestní věci
- Tmo – trestní věci mladistvých druhostupňové
- To – trestní věci druhostupňové
- UL – určení lhůty k provedení procesního úkonu

### Agenda u Nejvyššího soudu
- Cdo – dovolání ve věcech občanskoprávních a obchodních (obchodní původně Odo)
- Tdo – dovolání v trestních věcech
- Tz – stížnosti pro porušení zákona
- Cpjn, Tpjn, Plsn – sjednocující stanoviska
- Nd, Td – příslušnost soudů, přikázání věci, vyloučení soudců
- NSČR – dovolání, příslušnost soudů a vyloučení soudců v insolvenčním řízení
- ICdo – dovolání, příslušnost soudů a vyloučení soudců v incidenčních sporech
- Ncu – uznání cizozemských rozhodnutí
- Tcu – vynětí z pravomoci orgánů činných v trestním řízení, přezkum rozhodnutí o přípustnosti vydání do ciziny, povolení průvozu územím České republiky
- Tvo – stížnosti do rozhodnutí vrchních soudů o prodloužení vazby
- Pzo – přezkum zákonnosti příkazu k odposlechu a záznamu telekomunikačního provozu
- Zp – odvolání proti rozhodnutí kárné komory Nejvyššího kontrolního úřadu
- CUL, TUL – určení lhůty k provedení procesního úkonu
- Ncn, Ntn – neurčitá podání

### Agenda u Nejvyššího správního soudu
- As – kasační stížnosti ve věcech správního soudnictví
- Ads – kasační stížnosti v důchodových věcech
- Afs – kasační stížnosti v daňových věcech
- Aprk, Aprn – určení lhůty k provedení procesního úkonu
- Ars – kasační stížnosti ve věcech místního a krajského referenda, ve věcech dohledu nad hospodařením politických stran a hnutí, a ve věcech dohledu nad financováním volebních kampaní politických stran a hnutí
- Azs – kasační stížnosti ve věcech mezinárodní ochrany (azylových)
- Ao – návrhy na zrušení opatření obecné povahy, k jehož projednání je Nejvyšší správní soud příslušný jako soud prvního stupně
- Aos – kasační stížnosti ve věcech opatření obecné povahy, jejichž přezkum je upraven § 13 zákona o mimořádných opatřeních při epidemii onemocnění COVID-19
- Komp, Konf – kompetenční spory
- Kse, Kseo, Kss, Ksz – kárná odpovědnost soudních exekutorů, odvolání proti rozhodnutí kárné komise Exekutorské komory České republiky, kárná odpovědnost soudců, státních zástupců
- Nk, Na, Ns – ostatní věci
- Nad – postoupení věci a přikázání věci
- Nao – rozhodování o vyloučení soudce pro podjatost
- Pst – řízení ve věcech politických stran a politických hnutí (podle § 94 a násl. SŘS)
- Vol – volební věci (podle § 88 a násl. SŘS)
- Rs – rozšířený sedmičlenný a devítičlenný senát